# Chrono Gatineau 2017
La 8e édition du Chrono Gatineau a eu lieu le 19 mai 2017. La course fait partie du calendrier international féminin UCI 2017 en catégorie 1.1. L'épreuve est remportée par l'Américaine Lauren Stephens.

## Classements

### Classement final
| \| Classement général \| Classement général \| Classement général \| Classement général \| Classement général \| \| Coureuse \| Coureuse \| Pays \| Équipe \| Temps \| \| ------------------ \| ------------------ \| ------------------ \| ----------------------------- \| ------------------ \| \| 1re \| Lauren Stephens \| États-Unis \| Tibco-Silicon Valley Bank \| 30 min 20 s \| \| 2e \| Karol-Ann Canuel \| Canada \| Boels Dolmans \| + 3 s \| \| 3e \| Amber Neben \| États-Unis \| VéloCONCEPT Women \| + 11 s \| \| 4e \| Tayler Wiles \| États-Unis \| UnitedHealthcare Women's Team \| + 18 s \| \| 5e \| Leah Thomas \| États-Unis \| Sho-Air Twenty20 \| + 30 s \| \| 6e \| Claire Rose \| Royaume-Uni \| Visit Dallas DNA \| + 37 s \| \| 7e \| Jasmin Duehring \| Canada \| Sho-Air Twenty20 \| + 45 s \| \| 8e \| Kirsti Lay \| Canada \| Rally Cycling \| + 1 min 01 s \| \| 9e \| Leah Kirchmann \| Canada \| Sunweb \| + 1 min 01 s \| \| 10e \| Alizée Brien \| Canada \| \| + 1 min 01 s \| |                  |             |                               |              |
| |                  |             |                               |              |
| Source : Cycling Quotient |                  |             |                               |              |
| Classement général |                  |             |                               |              |
| Coureuse | Coureuse         | Pays        | Équipe                        | Temps        |
| 1re | Lauren Stephens  | États-Unis  | Tibco-Silicon Valley Bank     | 30 min 20 s  |
| 2e | Karol-Ann Canuel | Canada      | Boels Dolmans                 | + 3 s        |
| 3e | Amber Neben      | États-Unis  | VéloCONCEPT Women             | + 11 s       |
| 4e | Tayler Wiles     | États-Unis  | UnitedHealthcare Women's Team | + 18 s       |
| 5e | Leah Thomas      | États-Unis  | Sho-Air Twenty20              | + 30 s       |
| 6e | Claire Rose      | Royaume-Uni | Visit Dallas DNA              | + 37 s       |
| 7e | Jasmin Duehring  | Canada      | Sho-Air Twenty20              | + 45 s       |
| 8e | Kirsti Lay       | Canada      | Rally Cycling                 | + 1 min 01 s |
| 9e | Leah Kirchmann   | Canada      | Sunweb                        | + 1 min 01 s |
| 10e | Alizée Brien     | Canada      |                               | + 1 min 01 s |

### Points UCI
| Position,          | 1er | 2e | 3e | 4e | 5e | 6e | 7e | 8e | 9e | 10e | 11e | 12e | 13e | 14e | 15e | 16e | 17e | 18e |
| Classement général | 80  | 60 | 45 | 35 | 30 | 25 | 21 | 18 | 15 | 12  | 10  | 8   | 6   | 5   | 4   | 3   | 2   | 1   |

## Organisation et règlement

### Primes
L'épreuve attribue les primes suivantes :
| Position | 1er   | 2e    | 3e    | 4e    | 5e    | 6e    | 7e    | 8e    | 9e    | 10e  |
| Prix     | 379 € | 326 € | 272 € | 164 € | 152 € | 141 € | 130 € | 119 € | 109 € | 97 € |

La onzième place donne 87 €, la douzième 76 €, la treizième 66 €, la quatorzième 52 €, la quinzième place 42 €, et celles de seize à vingt 28 €.